# Kortejärvi (del av en sjö)
Kortejärvi är en sjö i Finland. Den ligger i kommunen Utajärvi i landskapet Norra Österbotten, i den centrala delen av landet, 500 km norr om huvudstaden Helsingfors. Kortejärvi ligger 128 meter över havet. Arean är 1,71 kvadratkilometer och strandlinjen är 5,88 kilometer lång. Sjön  ingår i Uleälvens huvudavrinningsområde.   I omgivningarna runt Kortejärvi växer i huvudsak blandskog. Den sträcker sig 1,7 kilometer i nord-sydlig riktning, och 3,5 kilometer i öst-västlig riktning.